# Little Grand Rapids Airport
Little Grand Rapids Airport är en flygplats i Kanada.   Den ligger i provinsen Manitoba, i den sydöstra delen av landet, 1 600 km väster om huvudstaden Ottawa. Little Grand Rapids Airport ligger 300 meter över havet. Den ligger vid sjön Family Lake.
Terrängen runt Little Grand Rapids Airport är mycket platt. Trakten runt Little Grand Rapids Airport är nära nog obefolkad, med mindre än två invånare per kvadratkilometer.. Det finns inga samhällen i närheten. 